# Crifford Seminario
Crifford Seminario Grados (Lima, provincia de Lima, Perú, 1 de junio de 1984) es un exfutbolista peruano. Jugaba como mediocentro defensivo y tiene 41 años.

## Trayectoria
Seminario se formó en las divisiones menores del club Alianza Lima, donde fue compañero de Paolo Guerrero, Jefferson Farfán, Roberto Guizasola, entre otros. Posteriormente, desarrolló parte de su carrera en equipos de Segunda División como Guardia Republicana y Deportivo Aviación.
En 2004 tuvo la oportunidad de alternar en Primera jugando por el Deportivo Wanka equipo con el que descendió ese año. Para el 2009 lo contrató el Sport Boys del Callao, equipo con el que obtuvo el título de Segunda División.
En el 2015 vuelve a descender esta vez con Sport Loreto. En el 2016 consiguió la histórica clasificación de Comerciantes Unidos a la Copa Conmebol Sudamericana 2017. Para el 2017 fue pedido por su extécnico en Cutervo Mario Viera, para afrontar la Segunda División Peruana con el Sport Boys permaneciendo hasta inicios del 2018 cuando se confirma su salida.

## Clubes
| Dorsal | Club                       | País | Año         |
| ------ | -------------------------- | ---- | ----------- |
|        | Guardia Republicana        | Perú | 2002        |
|        | Guardia Republicana        | Perú | 2003        |
|        | Deportivo Wanka            | Perú | 2004        |
|        | Univ. Técnica de Cajamarca | Perú | 2005        |
|        | Deportivo Aviación         | Perú | 2005-2008   |
| 7      | Sport Boys                 | Perú | 2009-2011   |
| 6      | Cienciano                  | Perú | 2012        |
| 7      | León de Huánuco            | Perú | 2013        |
| 7      | Defensor San Alejandro     | Perú | 2014        |
| 8      | Sport Loreto               | Perú | 2015        |
| 7      | Comerciantes Unidos        | Perú | 2016        |
| 7      | Sport Boys                 | Perú | 2017 - 2018 |
|        | Deportivo Coopsol          | Perú | 2019        |
|        | Sport Chavelines Juniors   | Perú | 2020        |

## Palmarés
| Título                    | Club       | País | Año  |
| ------------------------- | ---------- | ---- | ---- |
| Segunda División del Perú | Sport Boys | Perú | 2009 |
| Segunda División del Perú | Sport Boys | Perú | 2017 |